# Juncus vaginatus
Juncus vaginatus är en tågväxtart som beskrevs av Robert Brown. Juncus vaginatus ingår i släktet tåg, och familjen tågväxter. Inga underarter finns listade i Catalogue of Life.